# Coenonympha gardetta
Coenonympha gardetta е вид пеперуда от семейство Многоцветници (Nymphalidae). Видът не е застрашен от изчезване.

## Разпространение и местообитание
Разпространен е в Австрия, Германия, Италия, Лихтенщайн, Словения, Франция и Швейцария.
Обитава гористи местности, ливади и храсталаци.

## Описание
Популацията на вида е намаляваща.